# Tom et Jerry à New York
Tom et Jerry Show
Tom et Jerry à New York (Tom and Jerry in New York) est une série d'animation américaine diffusée sur HBO Max du 1er juillet 2021 au 18 novembre 2021,. La série est inspirée de l'œuvre originale créée en 1940 par William Hanna et Joseph Barbera et est une suite indépendante du film Tom et Jerry.
Les épisodes sont dirigés par Darrell Van Citters et la série a la même direction artistique que Tom et Jerry Show avec les voix originales de Tom et Jerry avec des archives des années 1940 et 1950.
En France, la série est diffusée sur France 4 dans Quoi de neuf Bunny dans Okoo et sur Boomerang depuis le 23 novembre 2021.

## Synopsis
Après les événements du film de 2021, Tom et Jerry ont de nouvelles aventures au Royal Gate Hotel et dans tout New York.

## Production
Le 29 octobre 2019, la série est annoncée sous le titre Tom and Jerry in the Big City sur la plateforme HBO Max en tant que Max Original.
La série est sortie le 1er juillet 2021 sur HBO Max sous le titre Tom et Jerry à New York.

## Distribution

### Version originale
- William Hanna (archives sonores, non-crédité) : Tom le chat, Jerry la souris
- Kath Soucie : Tuffy
- Joey D'Auria : Butch le chat
- Rick Zieff : Spike
- Sam Kwasman : Quacker
- Rachael MacFarlane : Toodles Galore, Gwennie, Riva McDiva
- Grey Griffin : patron du zoo, pigeon, annonceur du Zoo
- Stephen Stanton : Concierge, conducteur de taxi, propriétaire de caméléon, commerçant, vendeur de hot dog, annonceur du magasin
- Diane Michelle : vieille femme, Mme Vandarkashian
- Flula Borg : Gunnar
- Leslie David Baker : M. Piper
- Brian T. Delaney : aumônier, garde du zoo
- Kimberly Brooks : lieutenant General Mother
- Regi Davis : sergent Clayton T. McTabby, mari de l'ambassadrice
- Kurt Kanazawa : traducteur numérique, le narrateur
- Daniel Ross : Jimmy
- Laraine Newman : Rosie
- Kari Wahlgren : maman
- Dee Bradley Baker : piéton
- Chris Edgerly : Rolf, Rudy
- Trevor Devall : double de Tom
- Katie Leigh : Dowager, jeune fille
- Carlos Alazraqui : Robber
- Sandy Fox : voix d'oiseau

### Version française
Sauf indication contraire ou complémentaire, les informations mentionnées dans cette section proviennent du générique de fin de l'œuvre audiovisuelle présentée ici.
- Michel Vigné : Spike
- Pamela Ravassard : Toodles Galore
- Jérôme Pauwels : présentateur
- Stéphane Ronchewski : concierge, Armand
- Raphaël Lamarque : Rick Royce
- Boris Rehlinger, Gérard Surugue, Christophe Seugnet, Clémence Thioly : voix additionnelles

#### Version française
- Société de doublage : Deluxe Media Paris
- Adaptation des dialogues : Michel Berdah
- Direction artistique : Jérôme Pauwels

## Épisodes

### Première saison
1. La bague au doigt / Apprends-moi à voler ! / Ça gonfle ! / Tom et le panda (Put a Ring On It / Come Fly with Me / Bubble Gum Crisis / Mousequerade)
2. Un éléphant somnambule / Le cerf-volant / Tom et Jerry versus New York / Le camel... Léon (Museum Peace / Here Kite-y Kite-y / Street Wise Guys / Chameleon Story)
3. Butch, le télépathe / Un chausseur sachant chausser / Petits mais nombreux / Le nouveau portier (Telepathic Tabby / Shoe-In / It's a Gift /Stormin' the Doorman)
4. La gourmandise est un vilain défaut / Touché coulé / Tom tombe dans le panneau / Le malade imaginaire (The Great Doughnut Robbery / Torpedon't / Billboard Jumble / Horticulture Clash)
5. Les robots de service d'étage / Aventure à Coney Island / Le parfum qui rend fou / Quel chantier ! (Room Service Robots / Coney Island Adventure / Scents and Sensibility / Wrecking Ball)
6. Tom sans poil / Silence à la bibliothèque / Une chanson pour Toodles / Tom et la pièce porte-malheur (Cat Hair / Shhh! / Torched Song / Quacker's Lucky Penny)
7. Pas touche à mon nounours / Le coucou suisse / L'équipe de rêve / Il faut sauver le soldat Tom (Ready Teddy / Swiss Cuckoo / Dream Team / Private Tom)

### Seconde saison
1. Les rois de la décharge / La doublure / Le surfeur suprême / Tom et Jerry au Japon (Top of the Heap / Stunt Double Trouble / Surfer Supreme / Kabuki Cat)
2. Bananés ! / Concours canin / Jour de neige / Une chasseuse sachant chasser (Too Much Monkey Business / Doggie Championship / Snow Day / Toots the Terrible)
3. Tom et Spike au spa / Echange de vie / L'année de la souris / La visite des neveux bavarois (The Spa's the Limit / The Hair Dignitary / Year of the Mouse / Relativity)
4. La voleuse ! / Ma chenille bienaimée / Le flûtiste de Harlem / La souris paresseuse (Cat and Mouse Burglars / Caterpillar and Mouse / The Pied Piper of Harlem / Lazy Jerry)
5. L'inspecteur de l'hygiène / La guerre du minigolf / Le chant du cygne / Le roi Spike (To Your Health / Golf Brawl / Tom's Swan Song / King Spike the First and Last)
6. La planète des souris / La boule du hamster / New York, New York ! / Les flamants roses (Planet of Mice / Ball of Fun / Big Apple / Flamingo A-Go-Go)